# Marc Potts
Marc Potts (* 10. Oktober 1991 in Beragh, County Tyrone) ist ein ehemaliger irischer Radsportler aus Nordirland, der Rennen auf Bahn und Straße bestritt.

## Sportliche Laufbahn
Seit 2012 ist Marc Potts als Radsportler in der Elite aktiv. 2016 gewann er das irische Radrennen Shay Elliott Memorial. Im Jahr darauf wurde er irischer Meister im Kriterium. Er startete bei den UEC-Bahn-Europameisterschaften 2017 in Berlin und damit erstmals bei einem internationalen Bahnwettbewerb. Im Scratch verpasste er mit dem vierten Rang nur knapp das Podium. Insgesamt wurde er vier Mal irischer Meister auf Bahn und Straße. 2020 beendete er seine Radsportlaufbahn.

## Erfolge

### Straße
2016
- Shay Elliott Memorial

2017
- Irischer Meister – Kriterium

### Bahn
2017
- Irischer Meister – Omnium

2018
- Irischer Meister – Keirin

2019
- Irischer Meister – Zweier-Mannschaftsfahren (mit Mark Downey)